# Stadion Armii Bangladeszu w Dhace
Stadion Armii Bangladeszu − stadion piłkarski mieszczący się w Dhace, w Bangladeszu. Pojemność stadionu wynosi 15 000 miejsc. Został otwarty w 1970 roku. Ze stadionu korzystają zawodnicy klubu piłkarskiego Feni Sokar Club. 